# Trichoncus pinguis
Trichoncus pinguis är en spindelart som beskrevs av Simon 1926. Trichoncus pinguis ingår i släktet Trichoncus och familjen täckvävarspindlar.
Artens utbredningsområde är Spanien. Inga underarter finns listade i Catalogue of Life.